# Guinobatan
Guinobatan est une municipalité de la province d'Albay, aux Philippines.
Sa population est de 75 967 habitants au recensement de 2010 sur une superficie de 244 km2, subdivisée en 44 barangays.